# 竜ノ湖太郎
竜ノ湖 太郎（たつのこ たろう）は日本の小説家・ライトノベル作家。代表作に、2013年1月から3月までアニメが放送された『問題児たちが異世界から来るそうですよ?』などがある。

## 概要
大阪府出身で、大阪市立汎愛高等学校武道学科を卒業している。仕事を辞職したその日に作家になることを決意し、小説を書き始める。第14回スニーカー大賞では『EQUATION イクヴェイジョン』で奨励賞を受賞している。後に、同作を『ミリオン・クラウン』として改稿し、発表している。影響を受けた作品としては茅田砂胡の『デルフィニア戦記』、樹川さとみの『楽園の魔女たち』、林トモアキの『戦闘城塞マスラヲ』などを挙げており、特に『楽園の魔女たち』は自身の作品にも影響を与えたとしている。
代表作である問題児シリーズは世界累計300万部を突破している。

## 主な作品

### ライトノベル
- 『問題児たちが異世界から来るそうですよ?』シリーズ（絵：天之有、角川スニーカー文庫〈角川書店〉）
- 『ラストエンブリオ』シリーズ（イラスト: ももこ、角川スニーカー文庫〈角川書店〉）
- 『ミリオン・クラウン』シリーズ（イラスト: 焦茶、角川スニーカー文庫〈角川書店〉）

### 漫画
- 『問題児たちが異世界から来るそうですよ?』シリーズ（作画：七桃りお、キャラクター原案：天之有、『月刊コンプエース』、角川書店）
- 『問題児たちが異世界から来るそうですよ? 乙』（作画：坂野杏梨、キャラクター原案：天之有、『エイジプレミアム』、富士見書房）